# 007/美しき獲物たち
『007／美しき獲物たち』（ダブルオーセブン うつくしきえものたち、原題: A View to a Kill）は、ジョン・グレン監督による1985年公開のスパイアクション映画。「ジェームズ・ボンド」シリーズ第14作目。原作小説はイアン・フレミングの短編『バラと拳銃』（From a View to a Kill）である。ロジャー・ムーアがジェームズ・ボンドを演じた最後の作品である。
ショーン・コネリーの降板後、1970年代、1980年代にわたって新しいファンを獲得して十年もの間『007シリーズ』の顔であり続けたムーアがボンドを演じた最後の作品。ムーアボンドの集大成となるべく製作された。『ユア・アイズ・オンリー』、『オクトパシー』に続き、スタントアクションを大幅に取り入れつつ、ムーアの持ち味であるユーモア性を融合させた。スキー&スノーボード、カーチェイス、騎馬上での格闘、飛行船を追っての空中スタント、ゴールデンゲートブリッジの欄干上での格闘などスリリングな見所多数の大作。また、作風は『オクトパシー』のコミカル路線から再びシリアス路線に戻った。

## ストーリー

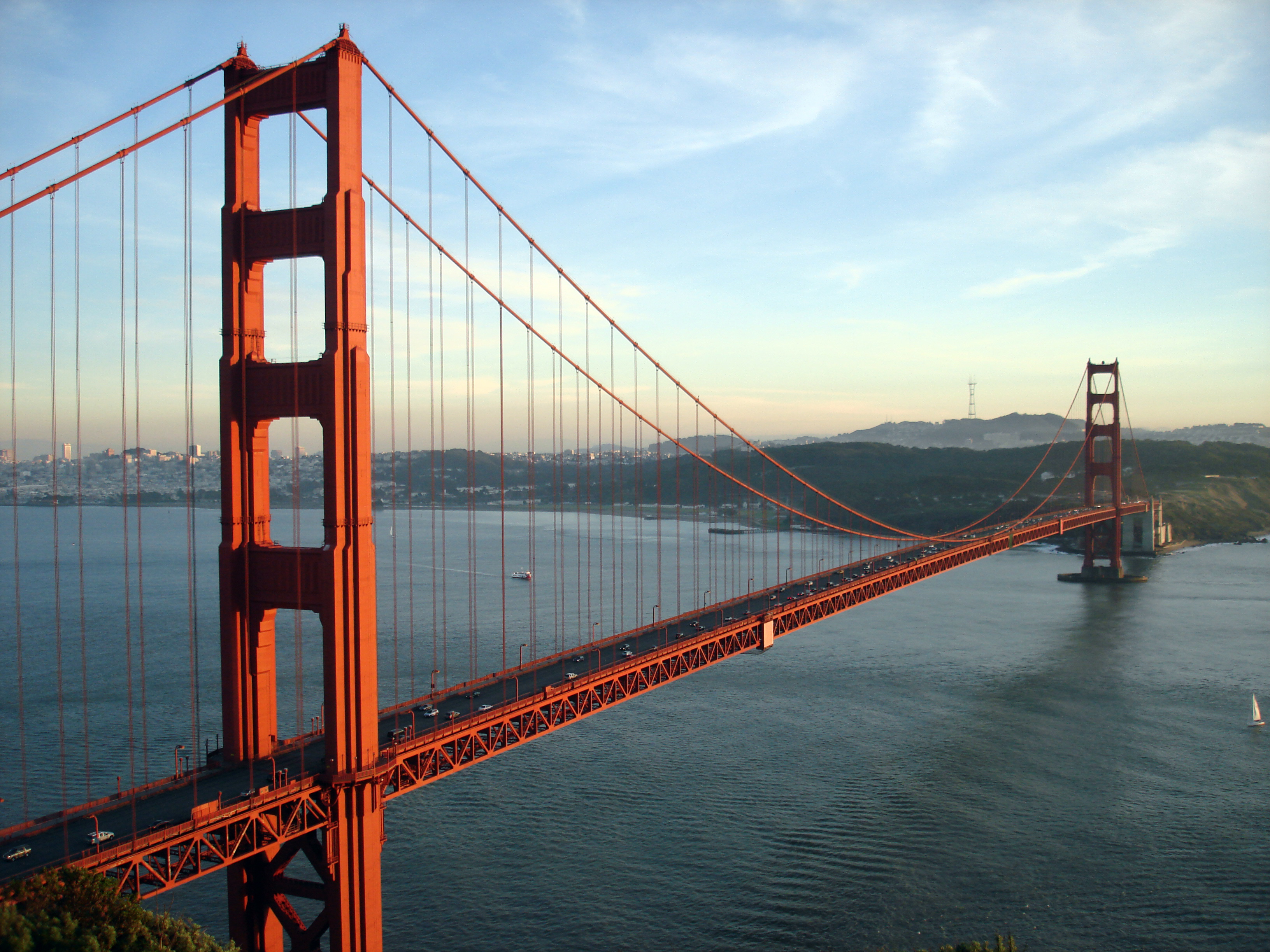
ゴールデンゲートブリッジ

ソ連国内でアメリカ製のICチップを持ち出した003が雪原で遭難。遺体からチップを回収したボンド（ロジャー・ムーア）はソ連軍に追われるが、スキー&スノーボードで振り切って任務を果たす。
003の遺体から発見されたチップは、一般的なチップと異なり、核爆発で発生する強力なEMPにも耐えうるものだった。製造元のゾリン産業が怪しいとにらんだ英国情報部はボンドにゾリンの内偵を命じる。そこでボンドはチップの製造元であるゾリン社を調査する。
社長のマックス・ゾリン（クリストファー・ウォーケン）が所有する常勝の競走馬を調査するうちに、その馬からはチップに制御されたステロイド供給装置が見つかる。ゾリンを追ってサンフランシスコに潜入したボンドは、彼が人工的に地震を惹き起こしてシリコンバレーを壊滅させることで、既存のエレクトロニクス産業を転覆させ市場の独占を企てていること、さらにゾリンと彼の部下の女殺し屋メーデー（グレイス・ジョーンズ）もまた、世界大戦後にKGBに抱き込まれた、元ナチス・ドイツの科学者カール・モートナー博士（ウィロビー・グレイ）が行ったステロイド実験による異常発達児だったことを知る。

## キャスト

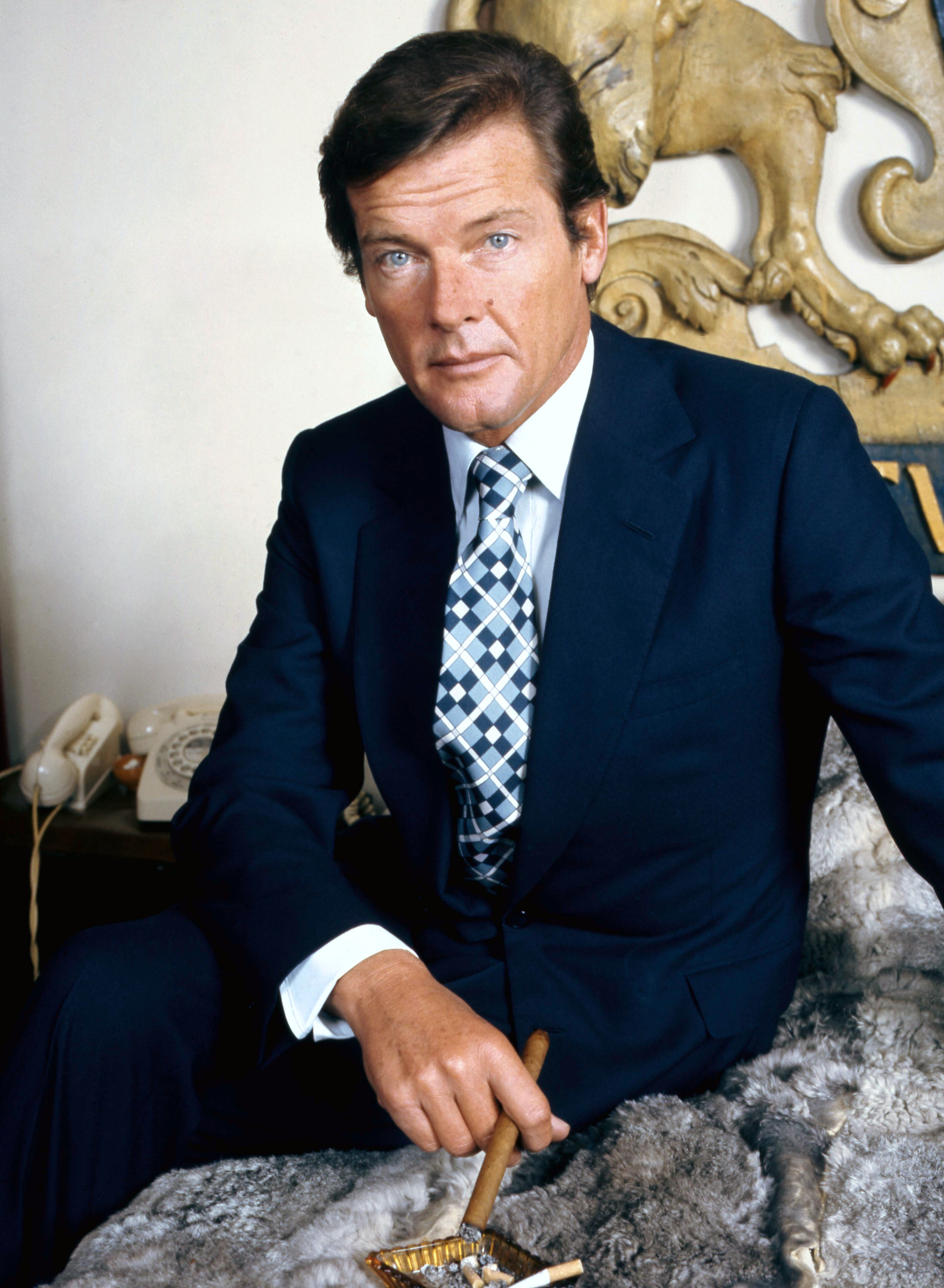
主人公のロジャー・ムーア

- ジェームズ・ボンド - ロジャー・ムーア
- ステイシー・サットン（英語版） - タニア・ロバーツ
- マックス・ゾリン（英語版） - クリストファー・ウォーケン
- メイデイ（英語版） - グレース・ジョーンズ
- ジェニー・フレックス　-　アリソン・ドゥーディ
- スカルピン - パトリック・ボーショー
- カール・モートナー博士 - ウィロビー・グレイ（英語版）
- M - ロバート・ブラウン（英語版）
- Q - デスモンド・リュウェリン
- マネーペニー - ロイス・マクスウェル
- ティベット卿 - パトリック・マクニー
- チャック・リー - デヴィッド・イップ（英語版）
- W・G・ハウ - ダニエル・ベンザリ
- ポーラ・イワノバ - フィオナ・フラートン
- ボブ・コンリー - マニング・レッドウッド
- ゴゴール将軍 - ウォルター・ゴテル
- グレイ国防相 - ジョフリー・キーン（英語版）
- ベンツ - ドルフ・ラングレン
- パン・ホー - パピヨン・ソー・ソー
- スタント - ボブ・シモンズ

## スタッフ
- 監督 - ジョン・グレン
- 製作 - マイケル・G・ウィルソン、アルバート・R・ブロッコリ
- 脚本 - リチャード・メイボーム、マイケル・G・ウィルソン
- 音楽 - ジョン・バリー
- 主題歌 - デュラン・デュラン
- 撮影 - アラン・ヒューム
- 編集 - ピーター・デイヴィス
- プロダクション・デザイン - ピーター・ラモント
- 美術 - ジョン・フェンナー
- 特殊効果 - ジョン・リチャードスン
- メインタイトル・デザイン - モーリス・ビンダー
- 日本語字幕 - 戸田奈津子[3]

## キャラクター、キャストなど
- ムーアは撮影時57歳であり、現在においてもボンドを最高齢で演じた俳優である。このため、ほとんどのアクションシーンにスタントマンを使用していた。ちなみに、「初代」ショーン・コネリーによる最後の出演は1983年の『ネバーセイ・ネバーアゲイン』で52歳である。ムーアは、タニア・ロバーツの母親の方が自分よりも若いことを知って降板の決意をしたという。ムーアはこの映画をボンド映画の中で「最も好きではない映画」と語っていた。
- ロイス・マクスウェルがマニーペニーを演じた最後の映画でもある。本人が「もう限界」と降板を希望したため、そのはなむけとして、マニーペニーが華やかな衣装をまといアスコット競馬場に出かけるシーンが書き足されたという。また、彼女はアルバート・ブロッコリに「Mに昇進させてもらえないかしら?」と冗談で言った所、真顔で「う〜ん。Mに女性は無理があるよ」と答えたという。余談だが、1990年代に実際のイギリス保安局（秘密情報部ではない）のトップが女性だということが判明。007シリーズでも『ゴールデンアイ』からM役が女性のジュディ・デンチに交代され、以後『スカイフォール』まで務めた。
- ゾリン役のクリストファー・ウォーケンは、ボンド映画の悪役としては初のアカデミー賞受賞歴のある俳優である。本人がボンド映画の大ファンということが配役決定の理由の一つ。前作でも悪役にフランスの名優ルイ・ジュールダンを起用していたが、脇役には大物ではなく地味でもひと味ある俳優をというシリーズの伝統を完全に破る、異例のキャスティングとなった。
- ゾリン役は、当初デヴィッド・ボウイが考えられていたほか、テレンス・スタンプ、イアン・マクダーミドが候補になっていた。
- 脇役で同じMGM作品である『ロッキー4/炎の友情』のドルフ・ラングレンが出演している。
- メイデイ役のグレイス・ジョーンズは役とは正反対に怖がりで、炭鉱内の洪水のシーン撮影時は絶えず悲鳴を上げていた。
- タニア・ロバーツは、ボンドガールを演じるにあたって、黒髪だった髪を金髪に染めた。
- 『黄金銃を持つ男』と前作『オクトパシー』でボンドガールとなったモード・アダムスが本作の撮影現場を訪ね、フィッシャーマンズワーフの群集の中の一人としてエキストラ出演した[4]。

## 主題歌
- それまでの007シリーズとは趣を変更し、当時人気絶頂期だったデュラン・デュランが起用され、同タイトル曲は大ヒットとなった。イギリスの「ミュージック・ウィーク」誌では、最高位2位、アメリカのビルボード誌の「Hot 100」では、最高位1位と007史上最大のヒット主題歌となった。日本でもオリコン洋楽シングルチャートで1985年7月8日付から6週連続1位を獲得した[5]。また、ジョン・バリーが担当した同サウンドトラック・アルバムは、最高位38位と久々にトップ40位以内に入った。
- 主題歌「A View to a Kill」は、これまでのボンド映画の音楽のほぼすべてを担当してきたベテランのジョン・バリーと、1980年代のロックシーンを一世風靡したデュラン・デュランのコラボレーションによる。そのため従来のボンド主題歌とは一風趣が異なり、ユーロロックやニューロマンティックの要素を取り入れたポップ調になっている。

## 興行成績
1984年6月27日にパインウッド・スタジオの007ステージが全焼するというトラブルの中、製作費3000万ドルをかけて作られた作品ではあるが、世界中で1億5240万ドルの興行収入をあげる大ヒット作となり、"ムーア"・ボンドが有終の美を飾った。アメリカにおいても5030万ドルという1985年全米第10位の興行収入をあげた。1985年の映画の世界興行成績で第5位。日本では1985年度の外国映画の配給収入で第5位、全体配給収入第9位。

## その他

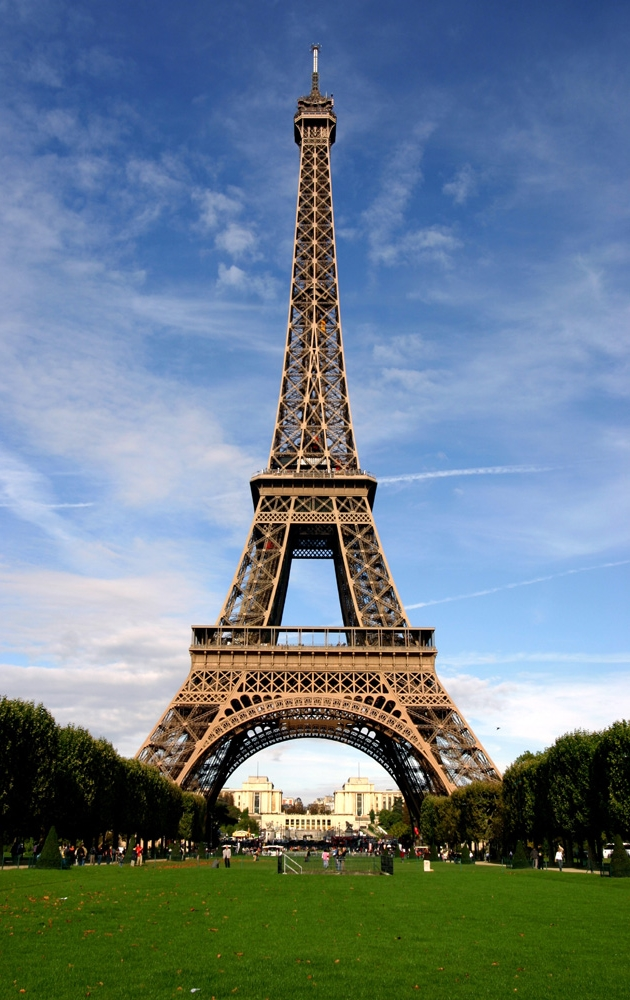
エッフェル塔

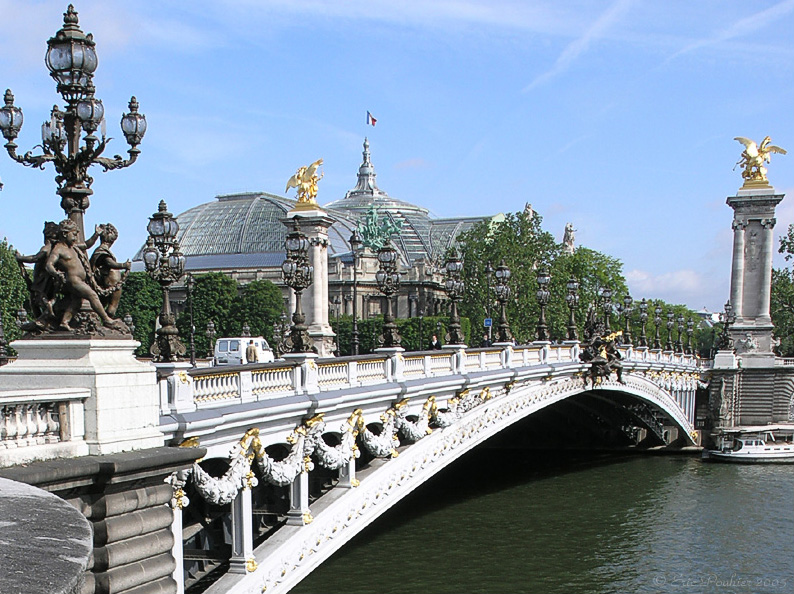
アレクサンドル3世橋

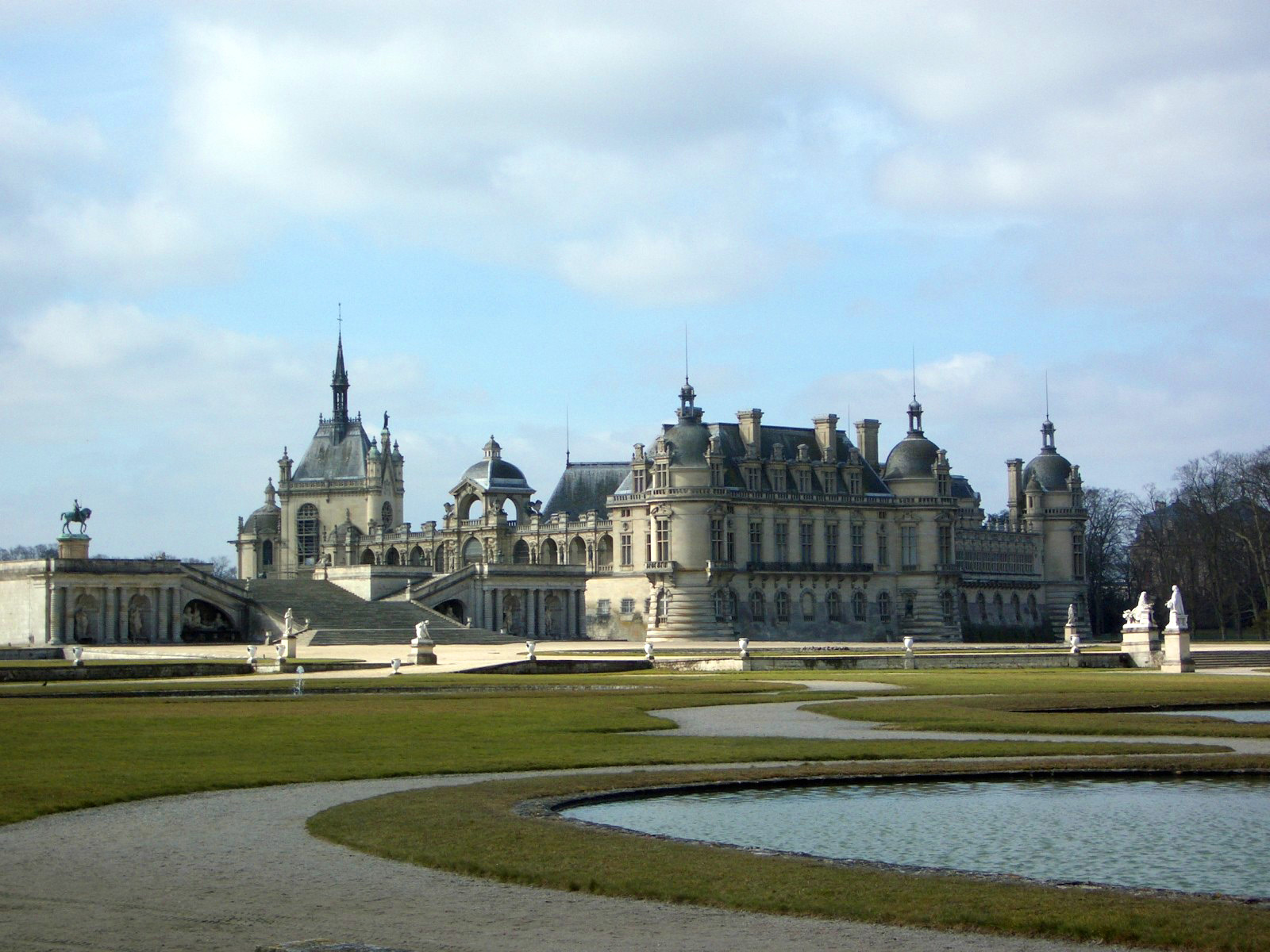
シャンティイ城

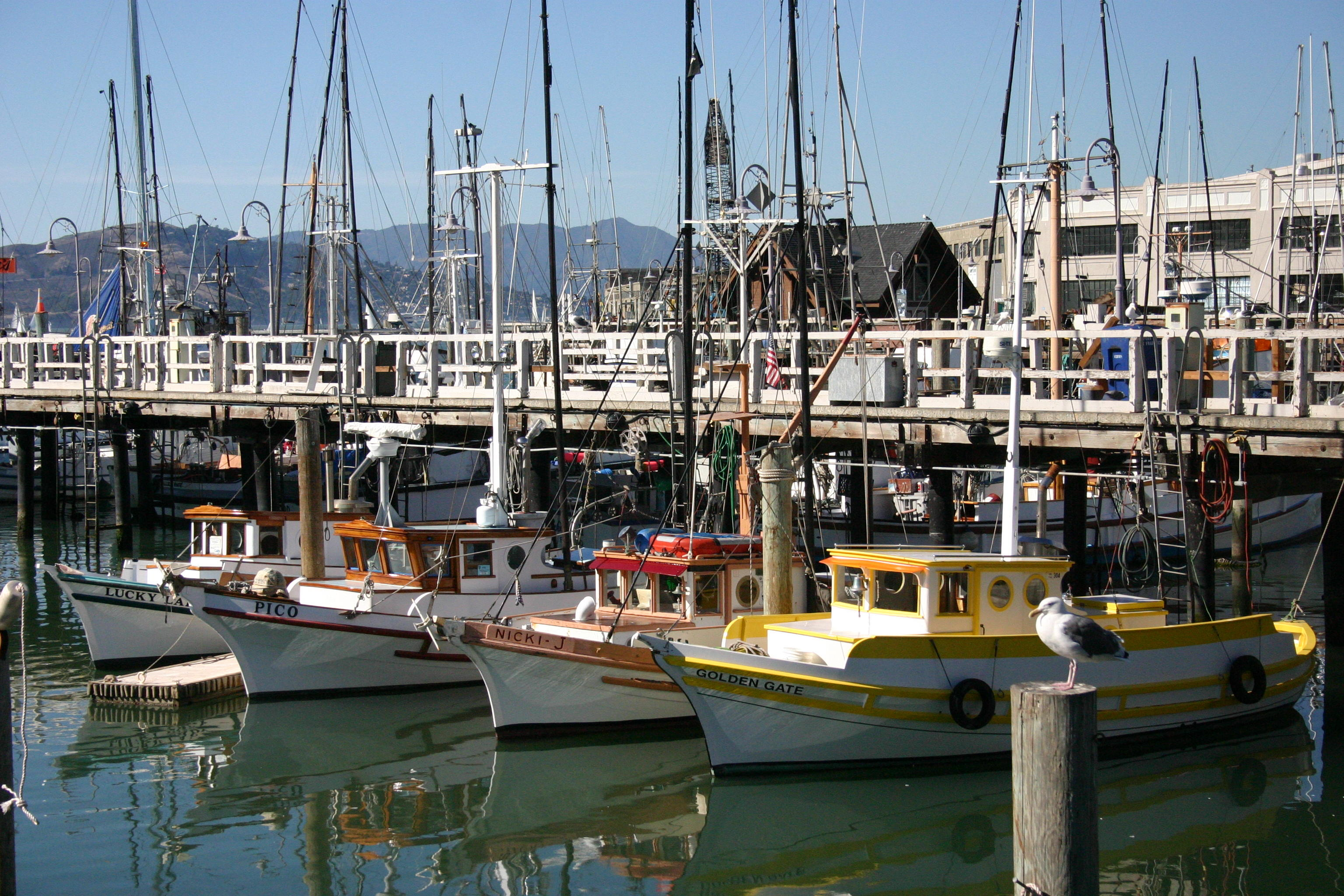
フィッシャーマンズワーフ

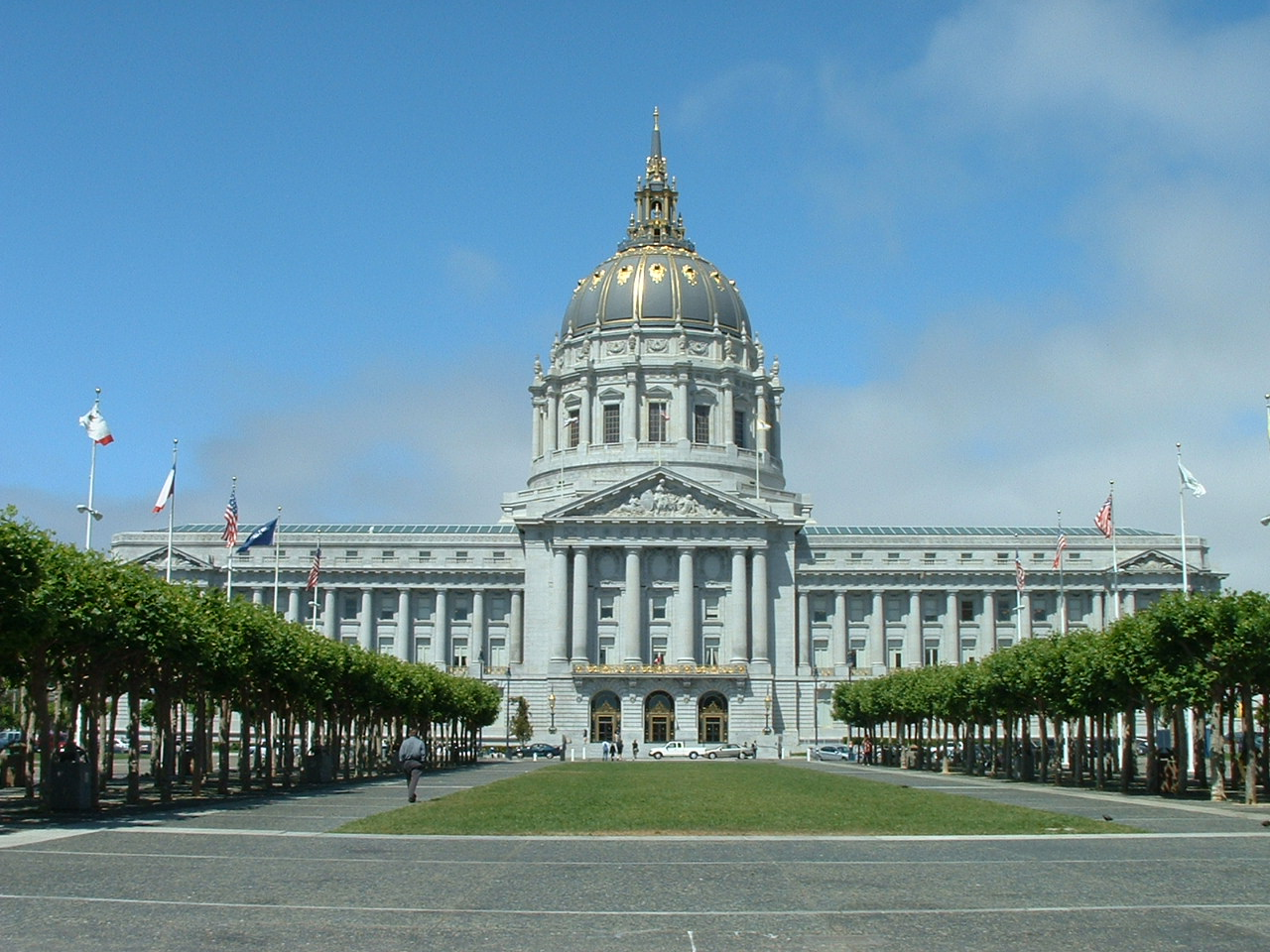
サンフランシスコ市庁舎

- 原題 “A View to a Kill” はそれ自体では意味をなさない。これは原作小説のタイトルが “From a View to a Kill” だったのを、映画化にあたって語呂が悪いと頭の From を取ってしまったためであるが、007シリーズにおいて「セリフの中で映画のタイトルを必ず一度は誰かが言う」という伝統があることから飛行船に乗ったゾーリンとメイデイがサンフランシスコ湾を一望のもとに見下ろすシーンで、メイデイが「What a view!（なんて素晴らしい眺めなの）」とつぶやくと、横からゾーリンが不気味に「To a kill...（殺戮のね…）」とフォローするという、苦心の脚本になっている。
- オープニングのシベリアにおけるアクション・シーンは、実際はアイスランドと、スイスのピッツ・バリュ氷河で撮影された。
- 壊れたスノーモービルのスキーを、ボンドがスノーボード代わりに利用するシーンがある。当時、スノーボードはスノーサーフィンと呼ばれ、一般にはポピュラーではなかった。BGMにギデアパークのカバーしたザ・ビーチ・ボーイズの『カリフォルニア・ガールズ』が流され、劇場では笑いが湧き起こった。スキー・アクションを監督したのは、『女王陛下の007』、『私を愛したスパイ』、『ユア・アイズ・オンリー』のスキー・シーンにも携わったウィリー・ボグナー（Jr.）。
- ボンドはオーベルジン探偵とエッフェル塔展望台のレストランで会食するが、エッフェル塔展望台には実際に「ジュール・ヴェルヌ」というレストランがある。エッフェル塔からパラシュートでダイビングしたメイデイを、ボンドはタクシーを奪い追跡する。メイデイは、アンヴァリッド橋を過ぎたあたりでバトー・ムッシュ（セーヌ川クルーズ船）に降下。追いついたボンドは、アレクサンドル3世橋の上から、この船に飛び降りる。
- ゾーリンのシャトーは、シャンティイ城で撮影。
- 劇中に出てくるロンバース・ランディングはユニバーサル・スタジオ・ジャパンのサンフランシスコ・エリア（バックドラフトのアトラクションの入り口付近）で再現されている。2008年10月13日まではレストランとして営業していた。
- ボンドとチベット卿の乗るロールスロイス・シルバークラウドIIは、プロデューサー、ブロッコリの車が使われた。
- ゾーリンの飛行船は、イギリス製、スカイシップ6000。終盤に登場する小型飛行船は、同じくスカイシップ500。この飛行船は、映画の中では短時間で膨らむようになっていたが、実際は完全に膨らむまでに24時間を必要とする。
- サンフランシスコに着いたボンドは、CIAのチャック・リーとフィッシャーマンズワーフで落ち合う。
- ボンドとKGBスパイのポーラ・イワノヴァが入ったのは、「ニッポン・リラクゼーション・スパ」。隣は「レストラン都」。
- ステイシーの屋敷は、オークランド近郊のダンスミュイール邸で撮影。
- 当時のサンフランシスコ市長、ダイアン・ファインスタインが大のロジャー・ムーアファンだったため、実際の庁舎を火災のシーン撮影に使用することを快く承諾した。公共の建物の中でのアクションシーンはシリーズでも非常に珍しい。
- クライマックスの廃坑は、サンフランシスコ・ベイエリアのサンラファエル近郊にあるバソールト鉱山と、イギリスのステインズ＝アポン＝テムズ近くの水没した石切り場およびアンバーリー・チョーク・ピッツ博物館（現在のアンバーリー博物館＆遺産センター）で撮影[9]。
- 『私を愛したスパイ』より続いてきたセイコーとのタイアップは、本作で終了。今回は、特殊機能を備えた腕時計は登場しない。使用機種は「7A28-7020」、「H558-5000」[10]。
- シャンパンのボランジェ、カルティエが登場。
- 1985年7月27日、リドリー・スコット監督『レジェンド/光と闇の伝説』の撮影中、パインウッド・スタジオの007ステージが火災のため焼失。再建を待ったため、廃坑内の大セットの製作と撮影が大幅に遅れた。
- ゾーリンの野望はシリコンバレーを壊滅させることで半導体の世界市場を独占することであったが、実際には本作が公開された1985年の半導体の世界シェアは、その約51%を日本系企業が占めていたことに加え、供給過剰のためこの年から世界的な半導体不況が続いた。
- ボンドはKGBの統制を逸脱したゾーリンの陰謀を阻止した功績で、外国人で初めてレーニン勲章を授与される（受け取ったのか辞退したのかは不明）。これはシリーズ最長の12年間、7作連続登板したムーアへの敬意を表したもの。ソ連の半導体研究は、シリコンバレーに頼っているからという落ち。
- 2010年4月、WOWOWでハイビジョン画質にて完全放映された。

## 日本語吹替
| 役名               | 俳優                       | TBS版      | ソフト版     |
| ------------------ | -------------------------- | ---------- | ------------ |
| ジェームズ・ボンド | ロジャー・ムーア           | 広川太一郎 | 広川太一郎   |
| ステイシー         | タニア・ロバーツ           | 勝生真沙子 | 八十川真由野 |
| マックス・ゾリン   | クリストファー・ウォーケン | 野沢那智   | 山路和弘     |
| メイデイ           | グレース・ジョーンズ       | 山田栄子   | 小柳洋子     |
| ティベット卿       | パトリック・マクニー       | 川久保潔   | 楠見尚己     |
| スカーピン         | パトリック・ボーショー     | 有本欽隆   | 安井邦彦     |
| ゴゴール           | ウォルター・ゴテル         | 加藤精三   | 島香裕       |
| ポーラ             | フィオナ・フラートン       | 弘中くみ子 | 安藤みどり   |
| ジェニー           | アリソン・ドゥーディ       | 小林優子   | 北西純子     |
| M                  | ロバート・ブラウン         | 藤本譲     | 中博史       |
| Q                  | デスモンド・リュウェリン   | 北村弘一   | 白熊寛嗣     |
| マネーペニー       | ロイス・マクスウェル       | 片岡富枝   | 泉裕子       |
| モルトナー博士     | ウィロビー・グレイ         | 大木民夫   | 井上文彦     |
| コンリー           | マニング・レッドウッド     | 池田勝     | 松井範雄     |
| グレイ国防大臣     | ジェフリー・キーン         | 峰恵研     | 佐々木省三   |
| 警察署長           | ジョー・フラッド           | 緒方賢一   | 楠見尚己     |
| チャック・リー     | デビッド・イップ           | 小室正幸   | 白熊寛嗣     |
| W・G・ハウ         | ダニエル・ベンザリ         | 吉水慶     |              |
| オーベルジン       | ジャン・ルージュリー       | 石森達幸   |              |
| クロトコフ         | ボグダン・コミノフスキー   | 田原アルノ |              |
| タクシー運転手     | ルシエン・ジェローム       | 稲葉実     |              |
| ゾーリンの客       | アンソニー・チン           | 秋元羊介   | ふくまつ進紗 |

- TBS版 - 初回放送、1991年1月2日（水）21:00-23:24 『新春特別ロードショー』※キングレコードから発売の特別版DVDに収録。（正味119分）

プロデューサー - 上田正人、演出 - 伊達康将、翻訳 - 岩佐幸子、効果 - リレーション、制作 - 東北新社/TBS
- ソフト版 - 初出、2006年11月22日発売 DVD アルティメット・コレクション

その他声の出演︰高橋圭一、南田親彦
演出 - 福永莞爾、翻訳 - 谷津真理、調整 - 金谷和美、制作 - 東北新社
※日本語吹替は上記の他、1986年に公開されたJAL機内上映版、糸博がユリリビッチを演じたバージョンが存在する。

## 秘密兵器
- 流氷型潜水艇。流氷に偽装。シベリアからの脱出に使用。
- Qが出てくるシーンとラストの場面で監視マシン「スヌーパー」が登場する。
- シェーバー型盗聴器探知機。
- 偏光サングラス。窓ガラスの反射を除去して室内を見通す。
- クレジットカード。窓の隙間に挟んで自動的に開錠。
- ルイ・ヴィトンの小切手ホルダー。小切手をスキャン。残された痕跡から前に書かれた文字を浮かび上がらせ、転写する。
- 指輪型カメラ。白黒写真を撮影。
- 飛行船スカイシップ6000の通路の一角にある床はスイッチ一つで穴が開き、その手前の下り階段は急に段差が無くなって斜面と化し、階段にいる人間は斜面を滑り降りて穴から転落する。ゾーリンは船内の会議室にて傘下のメーカー各社の社長たちに自らが計画した「グランド・スラム作戦」の概要を説明した際、唯一協力を拒んだ社長を「内密に話を進めたいから外してくれ」と言ってからメイデイに通路まで案内させてから転落させ、事を終えて会議室に戻ってきたメイデイを確認し「ほかにドロップアウトは」と聞いた。

## 原作
"From A View To A Kill" はイアン・フレミングの小説007シリーズ第1短編集（単行本としては8冊め）で、1960年、ジョナサン・ケープより出版された。日本では1964年に『007号の冒険』のタイトルで、東京創元社から井上一夫訳により発売され、2007年に改訳版が『007/薔薇と拳銃』のタイトルで発売された。

### 収録作
バラと拳銃 （薔薇と拳銃）- From a View To A KIll
本作の原作。映画の題名は″A View To A Kill″
あらすじ
　フランスで英国諜報部の伝令兵が何者かに暗殺され、秘密情報が盗まれた。ボンドはMからの指令で、この事件の調査をフランス支局のメアリー・アン・ラッセルと行い、暗殺者を探し出す。
読後焼却すべし - For Your Eyes Only
短編集の表題作。映画『007/ユア・アイズ・オンリー』の原作。前半部のエピソードに使われている。
あらすじ
　ジャマイカのハヴロック夫妻がゴンザレス少佐によって暗殺された。ハヴロックはMの友人であり、Mは敵討ちのためにボンドをゴンザレス少佐の上司で事件の黒幕でもあるフォン・ハマースタイン大佐の元へ派遣する。ボンドは彼のモーテルの近くで暗殺の機会をうかがっていると、すぐ傍で、ハマースタインに照準を合わせる美女、復讐に燃えるハヴロック夫妻の娘、ジュディに出会う。
危険 - Risico
映画『007/ユア・アイズ・オンリー』のもう一つの原作。中盤のエピソードに丸ごと使われている。
あらすじ　麻薬密輸の捜査で、ボンドはイタリアの富豪、クリスタトスから麻薬密輸はコロンボという男が行っていると教えられる。その後、ボンドはコロンボの愛人であるリスルの手引きでコロンボの元に連れてこられる。そこでコロンボはボンドにクリスタトスこそが本当の黒幕だと教えられる。
珍魚ヒルデブランド - The Hildebrand Rarity
登場人物が映画『007/消されたライセンス』に使用された。"PLAYBOY" 1960年3月号掲載。
あらすじ　ボンドは地元の連絡員、フィデル・バービーと共にアメリカの億万長者、ミルトン・クレストの船に招待される。クレストは粗暴な性格で、妻のエリザベスに暴行を行っていた。エリザベスはついにクレストの行動に耐えかねて、彼を・・・
ナッソーの夜 - Quantum of Solace
映画『007/慰めの報酬』の原作。"COSMOPOLITAN" 1959年5月号掲載。
あらすじ　ボンドはナッソーの総督官邸のパーティーで、総督からローダ・ルウェリンとフィリップ・マスターズという二人の不運な話を聞かされる。

### 出版
- イアン・フレミング 著、井上一夫 訳『007/薔薇と拳銃』東京創元社、2007年6月。ISBN 9784488138073。
- Fleming, Ian (2009-9-3) (英語). For Your Eyes Only. Penguin. ISBN 9780141045030

## 参照
1. 1 2  “A View to a Kill” (英語).  The Numbers. 2022年8月12日閲覧。
2. ↑  1985年配給収入10億円以上番組 - 日本映画製作者連盟
3. ↑  007/美しき獲物たち : 作品情報 - 映画.com
4. ↑  10 Weirdest Cameos In James Bond Movies – Page 8
5. ↑  オリコンのデータ協力による “全曲、80年代の週間オリコンチャートNo.1” の洋楽コンピが登場！、ソニーミュージック、2017年8月8日。
6. ↑  “Movie list by worldwide gross” (英語).   WorldwideBoxoffice.com. 2009年6月21日閲覧。
7. ↑  “日本映画産業統計”.  日本映画製作者連盟. 2009年6月22日閲覧。
8. ↑  日本では本作以降、同シリーズは年間全体興行収入(旧配給収入)TOP10から遠ざかっており次作以降は洋画収入TOP10止まりになっている。
9. ↑  “Production of A View to a Kill”. 2020年11月9日閲覧。
10. ↑  ボンドウォッチプロジェクト
11. ↑  “007 美しき獲物たち（新春特別ロードショー版）”.   ふきカエル大作戦!!. 2022年7月29日閲覧。
12. ↑  “1月の映画・ビデオプログラム”. 機内誌 WINDS (JAL):  123. (1986年1月号).
13. ↑  “糸博 - (あ行): 株式会社81プロデュース 声優プロダクション”. 株式会社81プロデュース 2024年9月29日閲覧。